# Koninklijke Orde van Victoria

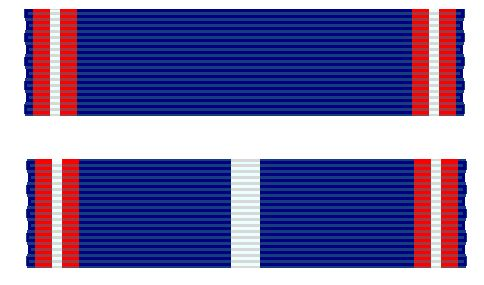
Lint van de orde en de medaille en daaronder het lint van de honoraire medailles die in het buitenland worden verleend.

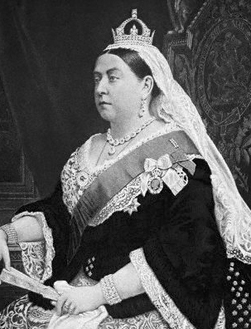
Koningin Victoria

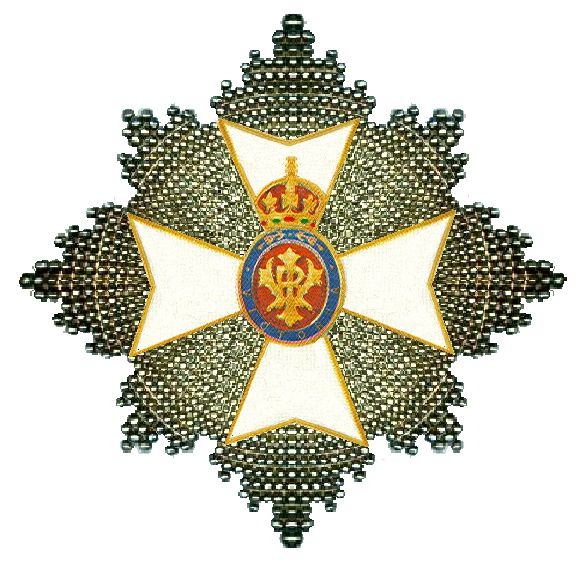
Ster, particuliere verzameling, Groningen.

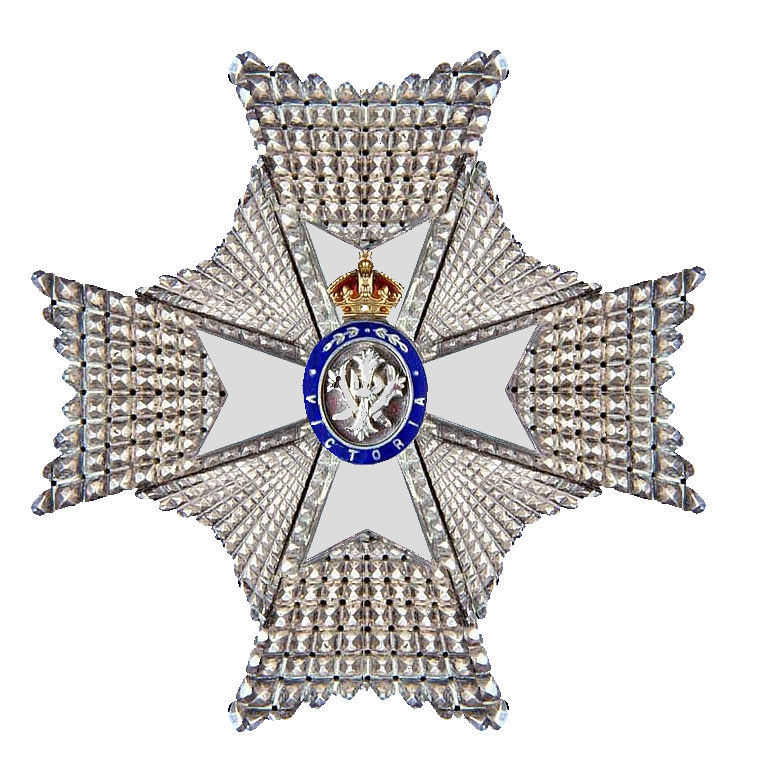
Ster van een Ridder-Commandeur

De Koninklijke Orde van Victoria (Engels: Royal Victorian Order) werd op 21 april 1896 door koningin Victoria van het Verenigd Koninkrijk ingesteld als huisorde.

## Benoemingen
De Britse regering heeft geen zeggenschap over de orde die wordt verleend voor "persoonlijke diensten aan de soeverein", al is de koning, de soeverein van de orde, steeds gebonden aan zijn rol als constitutioneel koning. De orde speelt een rol bij het belonen van de medewerkers van de koninklijke huishouding en de hofhouding en wordt vaak verleend bij staatsbezoeken.
De orde kent een soeverein, een grootmeester (prinses Anne van het Verenigd Koninkrijk) en vijf graden. Van 1937 tot haar dood was de koningin en latere koningin-moeder Elizabeth grootmeester van de orde. In 1936 werd de orde ook voor dames opengesteld.
De personen die actief deelnamen in de begrafenis en uitvaart van Elisabeth II werden hiervoor per koninklijk besluit opgenomen in de London Gazette en in de "Honours List on The Demise of Her Majesty Queen Elizabeth II" en bevorder in de Royal Victorian order.

## De graden van de orde
- ridder en dame grootkruis

Zij dragen het kruis van de orde aan een keten of aan een breed lint over de rechterschouder. Op de linkerborst dragen de grootkruisen een zilveren ster. De grootkruisen dragen bij bijzondere gelegenheden een donkerblauwe satijnen met rood satijn afgezette mantel met de ster van de orde op de linkerschouder. Zij mogen de letters G.C.V.O. achter hun naam plaatsen en verkrijgen de persoonlijke adeldom.
- ridder en dame commandeur

Zij dragen het kruis van de orde aan een lint om de hals. Op de linkerborst dragen de ridders en dames commandeur een zilveren plaque. Zij mogen de letters K.C.V.O. of D.C.V.O achter hun naam plaatsen en verkrijgen de persoonlijke adeldom.
- commandeur

De commandeurs dragen het kruis van de orde aan een lint om de hals of, in het geval van dames, aan een strik op de linkerschouder. Zij mogen de letters C.V.O. achter hun naam plaatsen.
- lid der Vierde Klasse of, sinds 1984, "lieutenants"

De leden der Vierde Klasse dragen het kruis van de orde aan een lint of strik op de linkerschouder. Zij mogen de letters L.V.O. (vroeger was het M.V.O.) achter hun naam plaatsen.
- lid der Vijfde Klasse

De leden der  Vijfde Klasse dragen het matzilveren, niet geëmailleerde, kruis van de orde aan een lint of strik op de linkerschouder. Zij mogen de letters M.V.O. achter hun naam plaatsen.
Aan de orde zijn ook drie medailles, in brons, zilver en goud verbonden die aan het lint van de orde worden gedragen. Buitenlanders dragen een lint met een smalle witte middenstreep. Het is gebruikelijk om de letters "R.V.M." achter de naam te plaatsen.
De Koninklijke Victoriaanse Keten is geen deel van deze orde.

## De versierselen van de orde
- Het kruis is een gouden, wit geëmailleerd kruis met acht punten In het midden is een rood  medaillon geplaatst met het gouden monogram van Victoria als koningin en keizerin van India.

Om het medaillon is een met een gouden keizerlijke kroon met rode voering gedekte blauwe band met de gouden letters "VICTORIA" gehangen. Het grootkruis is vrij zwaar en groot maar de kruisen worden steeds iets kleiner bij de lagere rangen in de orde.
- De keten heeft zeven grote en acht kleine schakels. Het kruis wordt aan een schakel met het portret van Victoria als gekroonde maar gesluierde weduwe gehangen. De grote schakels zijn van goud en dragen de tekst "Victoria", "Britt", "Reg", "Def", "Fid", "Ind" en "Imp". Tussen deze schakels zijn gouden schakels gehangen waarop een gouden bloem, met vijf bladeren en een rode steen als hart, op een blauwe achtergrond is gemonteerd.

- De ster is van zilver en heeft acht punten Op de ster is het kruis van de orde gelegd.

- De plaque is van zilver en heeft de vorm van een Maltezer kruis met opgevulde armen. Op de plaque is een matzilveren kruis van de orde gelegd.

- Het lint is donkerblauw met rood-wit-rode biezen.

De orde heeft sinds 1938 een eigen kapel, de Queen's chapel of Savoy in Londen, maar deze is te klein om de banieren van de vele grootkruizen op te hangen. In de wanden zijn wel wapenschilden van de grootkruisen bevestigd. Op bijeenkomsten van de orde worden de mantels en ketens gedragen.
De ketens worden in bruikleen gegeven, alle andere versierselen zijn eigendom van de gedecoreerde personen.

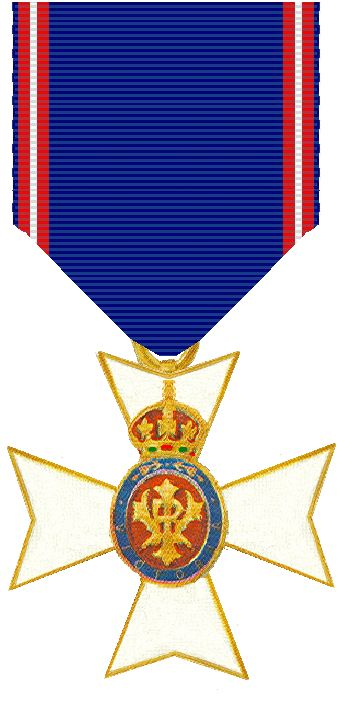
Lieutenant, particuliere verzameling, Groningen.

## De heraldiek en de officieren van de orde
Grootkruizen mogen de keten om hun wapenschild hangen. Grootkruizen en commandeurs hangen rond hun wapen ook een ronde band, "circlet" genoemd, met het motto van de orde.
De Koninklijke Orde van Victoria heeft vijf officieren (officier is in Engeland een functie en geen graad in de orde). Er is een kanselier, een secretaris, een archivaris, een kapelaan en een genealoog. De Lord Chamberlain (eerste kamerheer en hoofd van de koninklijke huishouding) is kanselier, de Keeper of the Privy Purse (schatbewaarder en boekhouder) is de secretaris, de secretaris van de Centrale Kanselarij van de Britse Ridderorden is de archivaris en de kapelaan van de Kapel van het Savoy is ook kapelaan van de Koninklijke Orde van Victoria.

## Uit de orde gezet
- Anthony Blunt de beroemde kunsthistoricus, Poussin kenner en "bewaarder van de schilderijen van de Koningin" (conservator) was een ridder-commandeur in de Koninklijke Orde van Victoria. Nadat algemeen bekend was geworden dat hij een Russische spion was geweest werd de onderscheiding hem, evenals de titel "sir", ontnomen.
- William Pottinger, een belangrijke ambtenaar, verloor in 1975 zijn lidmaatschap van de orden van het Bad en Victoria toen uitkwam dat hij was omgekocht door de architect John Poulson.

## Personen onderscheiden in de orde

De 7e Markgraaf van Cholmondeley, grootkamerheer van de koningin

### Ridders grootkruis met Keten (2023)
- David Cholmondeley, 7e markgraaf van Cholmondeley, grootkamerheer van de Koningin. Na het overlijden van de grootmeesteres in 2023.[1]
- Edward Fitzalan-Howard, 18e hertog van Norfolk (2002-), graaf maarschalk des Konings (Earl Marshall).
- James Ramsay, 17th Earl van Dalhousie.[1]
- De groothertog van Luxemburg, ridder grootkruis met Keten.
- koning Albert II van België, ridder grootkruis met Keten door koningin Elisabeth.

### Dame grootkruis
- Koningin Camilla
- Anne, princess royal
- Sophie, hertogin van Edinburg
- Susan Hussey, sinds 2013, eerste hofdame
- Catherine, prinses van Wales sinds 2019

### Ridder commandeur
- Timothy Laurence (sinds 2011)
- Harry van Sussex (sinds 2015)

### Dame commandeur
- Jennifer Gordon Lennox, hofdame van de koningin-zaliger.[1]

### Commandeur
- Lionel Logue (1880-1953), logopedist van koning George IV.

### Belgische leden van de Koninklijke Orde van Victoria
De meeste Belgische leden werden gekozen uit de hofhouding.
- prins Jean de Merode, ridder grootkruis, grootmaarschalk van het hof van koning Albert I, 1910-1929.
- graaf Arnold t'Kint de Roodenbeke, ridder grootkruis, voorzitter Senaat.
- graaf Philippe de Lannoy, ridder grootkruis, hofmaarschalk van koning Albert I, 1929-1934.
- graaf Charles d'Oultremont, ridder grootkruis, grootmaarschalk van het hof van koning Leopold II.[3]
- baron Victor van Strydonck de Burkel, groot officier, inspecteur-generaal van de Belgische Strijdkrachten in Groot-Brittannië.
- baron Ludovic Moncheur, ordeketen met grootkruis, gevolmachtigd minister in Groot-Brittannië, 1917-1927.[4]
- baron Emile-Ernest de Cartier de Marchienne, ordeketen met grootkruis, gevolmachtigd minister in Groot-Brittannië, 1927-1946.
- Albert De Coninck, Belgisch communistisch verzetsstrijder (1953)

### Nederlandse leden van de Koninklijke Orde van Victoria
- koningin Beatrix der Nederlanden, honorair dame grootkruis (1982)
- Peter Beaujean (1944), lid vijfde klas, voormalig major domo (hoofd interne dienst) van koningin Beatrix; verleend tijdens het staatsbezoek van koningin Beatrix aan het Verenigd Koninkrijk in 1982.